# Schloss Achleiten bei Limbach

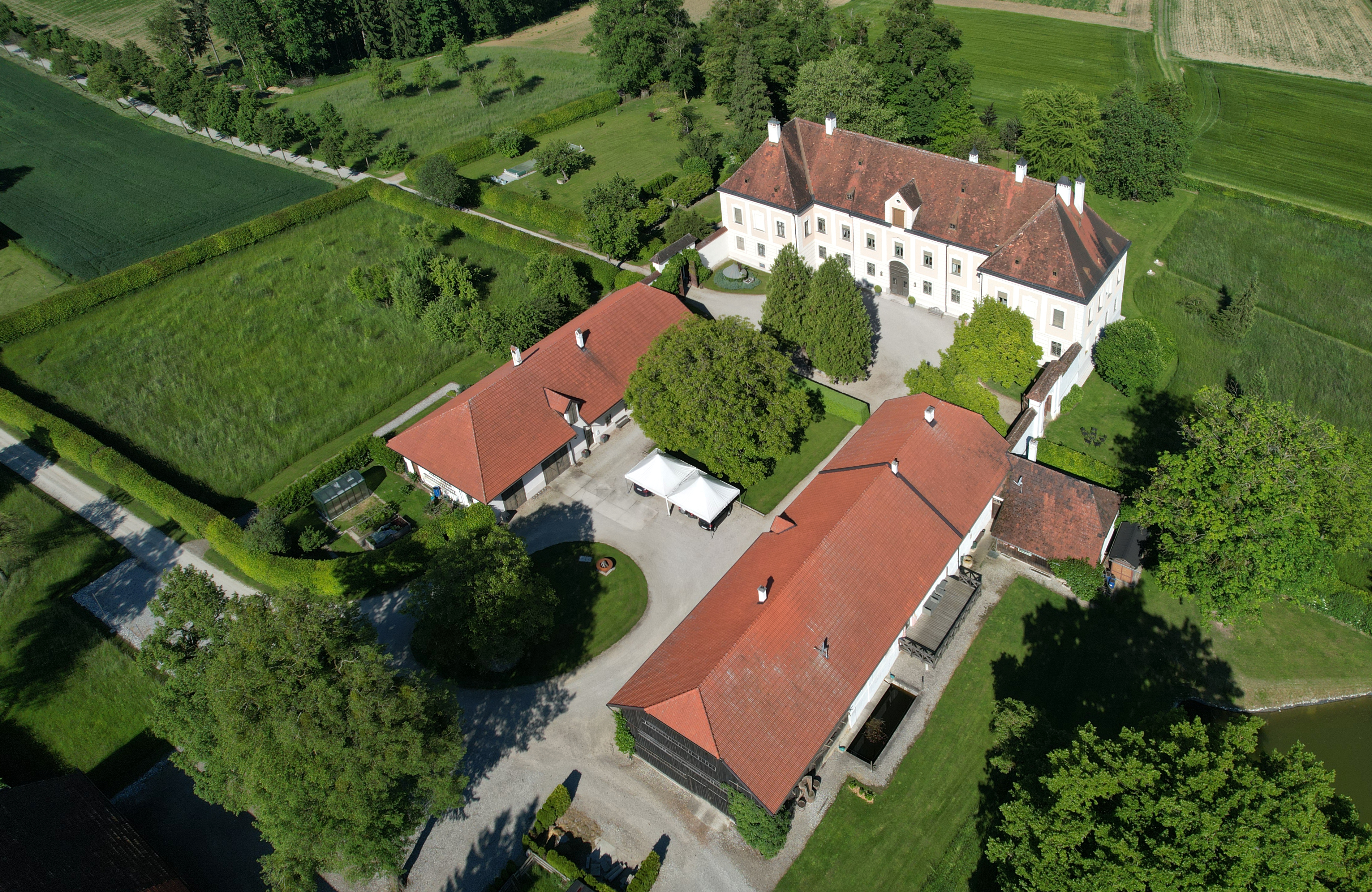
Schloss Achleiten bei Limbach (2021)

Das denkmalgeschützte Schloss Achleiten ist ein Schloss im niederösterreichischen Bezirk Amstetten. Es befindet sich im Nordwesten Limbachs, einer Katastralgemeinde von Strengberg.

## Geschichte
Schon vor 1011 besaß das bayerische Benediktinerkloster Tegernsee Grundstücke in der Gemeinde. Durch einen Gütertausch mit dem deutschen König Heinrich II. konnte es die Gebiete um 60 Königshufen vermehren. Das Kloster richtete hier seine Herrschaft Achleiten ein, deren Zentrum das Schloss war, das Georg Matthäus Vischer 1672 zeichnete.
Die Anlage, die mit Türmen befestigt war, befand sich in der Nähe der Donau und war ständig von Überschwemmungen bedroht. Von 1727 bis 1734 ließ deshalb Abt Gregor I. Plaichshirn an der sicheren Stelle eines Bauernhauses das heutige Schloss errichten. Es diente den Tegernseer Benediktinern bis zum Jahre 1803 als Sommersitz. 1836 kam es in den Besitz der Freiherren von Blomberg. Sie ließen die Schlosskapelle abtragen. Die kirchlichen Gegenstände wurden dem örtlichen Priester übergeben. So hängt das Altarbild des heiligen Nikolaus beispielsweise in der Kapelle des heutigen Gemeindekindergartens.
1861 wurde mit einem Rundturm der letzte Bauteil abgerissen. 1894 wurde das Schloss an den Jaromír von Škoda verkauft, dem Bruder des Gründers der Škodawerke, Emil von Škoda. Die Freiherren von Weichs erbten das Gut schließlich und sind noch heute Eigentümer des Anwesens.